# Potamothrissa whiteheadi
Potamothrissa whiteheadi är en fiskart som beskrevs av Poll, 1974. Potamothrissa whiteheadi ingår i släktet Potamothrissa och familjen sillfiskar. IUCN kategoriserar arten globalt som otillräckligt studerad. Inga underarter finns listade i Catalogue of Life.